# Gitarrmongot
Gitarrmongot är svensk dramafilm från 2004 i regi av Ruben Östlund. Den är hans debut som långfilmsregissör.

## Handling
Filmen har ingen egentlig handling utan består av små korta scener med ett flertal återkommande rollfigurer.
Titeln syftar på en serie scener om 12-årige Erik, bosatt i den fiktiva staden Jöteborg (jämför Göteborg). Erik spelar aggressiv punkmusik på en akustisk gitarr på olika platser, bland annat utanför Systembolaget. Andra minnesvärda scener visar ungdomar som kastar cyklar i vattnet, osäkra män som spelar rysk roulette och en kvinna med neurotiska tvångstankar.
Regissören Ruben Östlund säger om filmen: Man kan säga att jag vill visa upp allt man inte vill visa i Allsång på Skansen.

## Rollista (i urval)
- Erik Rutström -
- Ola Sandstig -
- Britt-Marie Andersson -
- Julia Persdotter -
- Bruce Emms - Biträde musikaffären

## Premiär och mottagande
Filmen hade premiär den 1 oktober 2004. Recensionerna var väldigt blandade. De recensenter som gillade filmen höjde den till skyarna, medan de som inte gillade den, sågade den längs med fotknölarna.[källa behövs]
Filmen vann "International Critics Award Prize" för Bästa Film vid Moskvas filmfestival 2005.